# Memories (canção de Weezer)
"Memories" (em português: Memórias) é uma música da banda americana de rock Weezer, lançada a 10 de Agosto de 2010 como o primeiro single do seu oitavo álbum, Hurley. Após a morte do membro dos Jackass, Ryan Dunn, o vídeo tornou-se o mais procurado no YouTube. No filme aparecem cenas com o elenco dos Jackass a gravar a música com os Weezer como vocais de apoio.
| Críticas profissionais | Críticas profissionais |
| Avaliações da crítica  | Avaliações da crítica  |
| Fonte                  | Avaliação              |
| ---------------------- | ---------------------- |
| Rolling Stone          | 3 de 5 estrelas.       |

## Visão Global
O guitarrista dos Weezer Brian Bell confirmou que "Memories" seria o primeiro single de Hurley numa entrevista a estação de rádio californiana na qual a música se estreou. O vocalista Rivers Cuomo canta-a de forma agressiva e energética, levando mesmo a sua voz a falhar no verso "cuz I'm frekin bored!".
"Memories" foi incluída no filme de 2010 Jackass 3D. Fotografias das filmagens dos Weezer com o elenco dos Jackass circularam no Twitter tal como uma remistura da música em que os elementos dos Jackass faziam os vocais de apoio, que foi lançada acidentalmente pela Epitaph Records.
A origem da música remonta pelo menos a 2006 e pensa-se que existe uma versão demo (de Rivers ou dos Weezer) com letra alternativa mais antiga. A música pode remontar a 2003, segundo o histórico de gravações dos Weezer, apesar de terem sido feitas duas versões com o mesmo nome.

## Vídeo Musical
O vídeo musical para "Memories" estreou a 9 de Setembro de 2010 no programa televisivo Jersey Shore. O vídeo foi filamdo numa câmara Super 8 e rodado na localização do vídeo de skate "The Search for Animal Chin". O videoclipe apresenta os Weezer a tocarem junto e dentro de uma piscina vazia enquanto vários skateboarders fazem truques à volta deles. O corte de vídeo também apresenta o elenco dos Jackass nos vocais de apoio e clipes do filme Jackass 3D.

## Outros usos
A parte instrumental da música foi também usada no Auto-Tune the News em conjunto com a banda. Esta também é usada nos créditos finais do filme Jackass 3D. Esta música foi usada no Estádio de Wembley quando o Birmingham City levou o troféu da Taça da Liga Inglesa. Após o falecimento de Ryan Dunn, com os Weezer a tocar a música em seu tributo durante os espectáculos subsequentes, considerou-se pelos fãs dos Jackass que esta seria a sua música não oficial de tributo.

## Lista de Faixas
| N.º | Título     | Compositor(es) | Duração |  |
| 1.  | "Memories" | Rivers Cuomo   | 3:16    |  |